# 小行星6371
小行星6371（英語：6371 Heinlein）是一颗围绕太阳公转的小行星。1985年4月15日，愛德華·鮑威爾在可可尼诺县发现了此天体。
这颗小行星的绝对星等为32.23633276360322等。